# Martina Zellner
Martina Zellner (Traunstein, 26 de febrero de 1974) es una deportista alemana que compitió en biatlón.
Participó en los Juegos Olímpicos de Nagano 1998, obteniendo una medalla de oro en la prueba de relevos. Ganó seis medallas en el Campeonato Mundial de Biatlón entre los años 1998 y 2000, y una medalla de bronce en el Campeonato Europeo de Biatlón de 1995.

## Palmarés internacional
| Juegos Olímpicos   | Juegos Olímpicos        | Juegos Olímpicos  | Juegos Olímpicos |
| Año                | Lugar                   | Medalla           | Prueba           |
| ------------------ | ----------------------- | ----------------- | ---------------- |
| 1998               | Nagano (Japón)          | Medalla de oro    | Relevos          |
| Campeonato Mundial |                         |                   |                  |
| Año                | Lugar                   | Medalla           | Prueba           |
| 1998               | Pokljuka (Eslovenia)    | Medalla de bronce | Persecución      |
| 1999               | Kontiolahti (Finlandia) | Medalla de oro    | Velocidad        |
| 1999               | Kontiolahti (Finlandia) | Medalla de oro    | Relevos          |
| 1999               | Kontiolahti (Finlandia) | Medalla de bronce | Persecución      |
| 2000               | Oslo (Noruega)          | Medalla de plata  | Relevos          |
| 2000               | Oslo (Noruega)          | Medalla de bronce | Velocidad        |
| Campeonato Europeo |                         |                   |                  |
| Año                | Lugar                   | Medalla           | Prueba           |
| 1995               | Grand-Bornand (Francia) | Medalla de bronce | Relevos          |